# Brandon Prust
Brandon Prust (London, 16 marzo 1984) è un hockeista su ghiaccio canadese che milita dal 2016 nelle file della squadra tedesca dei Nürnberg Ice Tigers.

## Carriera
Scelto con la 70ª scelta assoluta dai Calgary Flames nel NHL Entry draft 2004, ha giocato fino al 2009 con i Flames con una piccola esperienza a Phoenix.
Il 1º gennaio 2010 insieme al compagno Olli Jokinen è stato ceduto ai New York Rangers per Aleš Kotalik e Christopher Higgins.
Il 3 luglio 2010 i Rangers rinnovano il contratto a Brandon per altre due stagioni a 1.6 milioni di dollari a stagione.
Il 27 gennaio 2013 è passato a giocare nelle file della squadra canadese dei Montreal Canadiens.

## Statistiche carriera
| 2002–03    | London Knights           | OHL        | 65  | 12 | 17 | 29 | 94  | 14 | 2 | 1  | 3  | 21 |
| 2003–04    | London Knights           | OHL        | 64  | 19 | 33 | 52 | 269 | 15 | 7 | 13 | 20 | 33 |
| 2004–05    | London Knights           | OHL        | 48  | 10 | 20 | 30 | 174 | 15 | 3 | 5  | 8  | 71 |
| 2005–06    | Omaha Ak-Sar-Ben Knights | AHL        | 79  | 12 | 14 | 26 | 249 | —  | — | —  | —  | —  |
| 2006–07    | Omaha Ak-Sar-Ben Knights | AHL        | 63  | 17 | 10 | 27 | 211 | 6  | 0 | 3  | 3  | 20 |
| 2006–07    | Calgary Flames           | NHL        | 10  | 0  | 0  | 0  | 25  | —  | — | —  | —  | —  |
| 2007–08    | Quad City Flames         | AHL        | 79  | 10 | 27 | 37 | 248 | —  | — | —  | —  | —  |
| 2008–09    | Calgary Flames           | NHL        | 25  | 1  | 1  | 2  | 79  | —  | — | —  | —  | —  |
| 2008–09    | Phoenix Coyotes          | NHL        | 11  | 0  | 1  | 1  | 29  | —  | — | —  | —  | —  |
| 2009–10    | Calgary Flames           | NHL        | 43  | 1  | 4  | 5  | 98  | —  | — | —  | —  | —  |
| 2009–10    | New York Rangers         | NHL        | 26  | 4  | 5  | 9  | 65  | —  | — | —  | —  | —  |
| 2010–11    | New York Rangers         | NHL        | 82  | 13 | 16 | 29 | 160 | 5  | 0 | 1  | 1  | 4  |
| 2011–12    | New York Rangers         | NHL        | 82  | 5  | 12 | 17 | 156 | 19 | 1 | 1  | 2  | 31 |
| Totale NHL | Totale NHL               | Totale NHL | 279 | 24 | 39 | 63 | 612 | 24 | 1 | 2  | 3  | 35 |